# 1973年オランダグランプリ
1973年オランダグランプリ (英: 1973 Dutch Grand Prix) は、1973年のF1世界選手権の第10戦として、1973年7月29日にザントフォールト・サーキットで開催された。

## 概要
ジャッキー・スチュワートが優勝し、この勝利はスチュワートにとって1973年シーズンに挙げた5勝のうち4勝目であり、ジム・クラークが持つF1通算最多勝利記録（25勝）を上回る通算26勝目であった。スチュワートの友人で後のチャンピオンであるジェームス・ハントが初の表彰台を獲得した。
ロジャー・ウィリアムソンがレース中の事故で亡くなった。これは1973年シーズンに2件のドライバー死亡事故のうちの最初のものであった。このレースで2位表彰台を獲得したフランソワ・セベールは、同年のアメリカGPの予選で亡くなった。

## 背景
オランダGPはザントフォールト・サーキットの安全性の問題により前年のカレンダーから外されたが、主催者が多額の資金を投じてコントロールタワーを建て替え、コースの再舗装、ランオフエリアとクラッシュバリアの設置、そして最終コーナーへの進入速度を落とすためパノラマコーナーをS字状にする改修を行い安全性を向上させ、F1カレンダーに復帰した。
しかし、レースウィークを迎える直前までピットエリアやグランドスタンドの工事は続いていた。

## エントリー
前戦イギリスGPの多重クラッシュにより多くのチームがマシンの修復に追われ、特にサーティースは3台全てがダメージを受けていた。ブラバムは同GPで両足骨折の重症を負ったアンドレア・デ・アダミッチに代わってジョン・ワトソンをエントリーしたが、準備が間に合わなかった。フェラーリは312B3のパフォーマンス不振とその改善作業のため、次戦ドイツGPまでの2戦を欠場することにした。ウィリアムズは新しいペイドライバーとして地元出身のジィズ・ヴァン・レネップを起用した。

### エントリーリスト
| チーム                                             | No. | ドライバー                     | コンストラクター | シャシー | エンジン                         | タイヤ |
| -------------------------------------------------- | --- | ------------------------------ | ---------------- | -------- | -------------------------------- | ------ |
| ジョン・プレイヤー・チーム・ロータス               | 1   | エマーソン・フィッティパルディ | ロータス         | 72E      | フォード・コスワース DFV 3.0L V8 | G      |
| ジョン・プレイヤー・チーム・ロータス               | 2   | ロニー・ピーターソン           | ロータス         | 72E      | フォード・コスワース DFV 3.0L V8 | G      |
| スクーデリア・フェラーリ SpA SEFAC                 | 3   | ジャッキー・イクス 1           | フェラーリ       | 312B3    | フェラーリ 001/11 3.0L F12       | G      |
| スクーデリア・フェラーリ SpA SEFAC                 | 4   | アルトゥーロ・メルツァリオ 1   | フェラーリ       | 312B3    | フェラーリ 001/11 3.0L F12       | G      |
| エルフ・チーム・ティレル                           | 5   | ジャッキー・スチュワート       | ティレル         | 006      | フォード・コスワース DFV 3.0L V8 | G      |
| エルフ・チーム・ティレル                           | 6   | フランソワ・セベール           | ティレル         | 006      | フォード・コスワース DFV 3.0L V8 | G      |
| ヤードレー・チーム・マクラーレン                   | 7   | デニス・ハルム                 | マクラーレン     | M23      | フォード・コスワース DFV 3.0L V8 | G      |
| ヤードレー・チーム・マクラーレン                   | 8   | ピーター・レブソン             | マクラーレン     | M23      | フォード・コスワース DFV 3.0L V8 | G      |
| モーターレーシング・ディベロップメンツ・リミテッド | 10  | カルロス・ロイテマン           | ブラバム         | BT42     | フォード・コスワース DFV 3.0L V8 | G      |
| モーターレーシング・ディベロップメンツ・リミテッド | 11  | ウィルソン・フィッティパルディ | ブラバム         | BT42     | フォード・コスワース DFV 3.0L V8 | G      |
| チェラミカ・パニョッシン・チーム・MRD              | 29  | ジョン・ワトソン 2             | ブラバム         | BT37     | フォード・コスワース DFV 3.0L V8 | G      |
| エンバシー・レーシング                             | 12  | グラハム・ヒル                 | シャドウ         | DN1      | フォード・コスワース DFV 3.0L V8 | G      |
| STP・マーチ・レーシングチーム                      | 14  | ロジャー・ウィリアムソン       | マーチ           | 731      | フォード・コスワース DFV 3.0L V8 | G      |
| クラーク＝モーダウント＝ガスリー・レーシング       | 15  | マイク・ボイトラー             | マーチ           | 731      | フォード・コスワース DFV 3.0L V8 | F      |
| UOP・シャドウ・レーシングチーム                    | 16  | ジョージ・フォルマー           | シャドウ         | DN1      | フォード・コスワース DFV 3.0L V8 | G      |
| UOP・シャドウ・レーシングチーム                    | 17  | ジャッキー・オリバー           | シャドウ         | DN1      | フォード・コスワース DFV 3.0L V8 | G      |
| LEC・リフリジレーション・レーシング                | 18  | デビッド・パーレイ             | マーチ           | 731      | フォード・コスワース DFV 3.0L V8 | G      |
| マールボロ・BRM                                    | 19  | クレイ・レガツォーニ           | BRM              | P160E    | BRM P142 3.0L V12                | F      |
| マールボロ・BRM                                    | 20  | ジャン＝ピエール・ベルトワーズ | BRM              | P160E    | BRM P142 3.0L V12                | F      |
| マールボロ・BRM                                    | 21  | ニキ・ラウダ                   | BRM              | P160E    | BRM P142 3.0L V12                | F      |
| マルティーニ・レーシング                           | 22  | クリス・エイモン               | テクノ           | PA123/6  | テクノ シリーズP 3.0L F12        | F      |
| ブルックボンド・オクソ・チーム・サーティース       | 23  | マイク・ヘイルウッド           | サーティース     | TS14A    | フォード・コスワース DFV 3.0L V8 | F      |
| ブルックボンド・オクソ・チーム・サーティース       | 24  | カルロス・パーチェ             | サーティース     | TS14A    | フォード・コスワース DFV 3.0L V8 | F      |
| フランク・ウィリアムズ・レーシングカーズ           | 25  | ハウデン・ガンレイ             | イソ・マールボロ | IR       | フォード・コスワース DFV 3.0L V8 | F      |
| フランク・ウィリアムズ・レーシングカーズ           | 26  | ジィズ・ヴァン・レネップ       | イソ・マールボロ | IR       | フォード・コスワース DFV 3.0L V8 | F      |
| ヘスケス・レーシング                               | 27  | ジェームス・ハント             | マーチ           | 731      | フォード・コスワース DFV 3.0L V8 | F      |
| チーム・エンサイン                                 | 28  | リッキー・フォン・オペル       | エンサイン       | N173     | フォード・コスワース DFV 3.0L V8 | F      |
| 出典:                                              |     |                                |                  |          |                                  |        |

追記
- ^1 - フェラーリはマシン改修のため欠場[W 3][3]
- ^2 - ワトソンはマシンが準備できず欠場[W 6]

## 予選
金曜日は大雨に見舞われ、走らなかったチームもあった。
土曜日にエマーソン・フィッティパルディがバランスを失ってクラッシュした。彼が駆るロータス・72Eの左フロントホイールにガタがきたのが原因だった。一時はマスコミに重症や再起不能などの誤報が流れたが、幸いにも右膝の打撲だけで済んだことで決勝にも出走可能との公式情報が出された。とはいえ、あまり期待をかけられる状況ではなくなった。
チームメイトのロニー・ピーターソンは今季6回目のポールポジションを獲得したのがロータスにとって救いであったが、ライバルチームのティレル勢（ジャッキー・スチュワートとフランソワ・セベール）がフロントローに並んだ。負傷したE.フィッティパルディは16番手に沈んだ。

### 予選結果
| 順位  | No. | ドライバー                     | コンストラクター          | タイム    | 差     | グリッド |
| ----- | --- | ------------------------------ | ------------------------- | --------- | ------ | -------- |
| 1     | 2   | ロニー・ピーターソン           | ロータス-フォード         | 1:19.47   | -      | 1        |
| 2     | 5   | ジャッキー・スチュワート       | ティレル-フォード         | 1:19.97   | +0.50  | 2        |
| 3     | 6   | フランソワ・セベール           | ティレル-フォード         | 1:20.12   | +0.65  | 3        |
| 4     | 7   | デニス・ハルム                 | マクラーレン-フォード     | 1:20.31   | +0.84  | 4        |
| 5     | 10  | カルロス・ロイテマン           | ブラバム-フォード         | 1:20.59   | +1.12  | 5        |
| 6     | 8   | ピーター・レブソン             | マクラーレン-フォード     | 1:20.60   | +1.13  | 6        |
| 7     | 27  | ジェームス・ハント             | マーチ-フォード           | 1:20.70   | +1.23  | 7        |
| 8     | 24  | カルロス・パーチェ             | サーティース-フォード     | 1:21.02   | +1.55  | 8        |
| 9     | 20  | ジャン＝ピエール・ベルトワーズ | BRM                       | 1:21.14   | +1.67  | 9        |
| 10    | 17  | ジャッキー・オリバー           | シャドウ-フォード         | 1:21.23   | +1.76  | 10       |
| 11    | 21  | ニキ・ラウダ                   | BRM                       | 1:21.43   | +1.96  | 11       |
| 12    | 19  | クレイ・レガツォーニ           | BRM                       | 1:21.56   | +2.09  | 12       |
| 13    | 11  | ウィルソン・フィッティパルディ | ブラバム-フォード         | 1:21.82   | +2.35  | 13       |
| 14    | 28  | リッキー・フォン・オペル       | エンサイン-フォード       | 1:22.01   | +2.54  | 14       |
| 15    | 25  | ハウデン・ガンレイ             | イソ・マールボロ-フォード | 1:22.10   | +2.63  | 15       |
| 16    | 1   | エマーソン・フィッティパルディ | ロータス-フォード         | 1:22.24 1 | +2.77  | 16       |
| 17    | 12  | グラハム・ヒル                 | シャドウ-フォード         | 1:22.50   | +3.03  | 17       |
| 18    | 14  | ロジャー・ウィリアムソン       | マーチ-フォード           | 1:22.72   | +3.25  | 18       |
| 19    | 22  | クリス・エイモン               | テクノ                    | 1:22.73   | +3.26  | 19       |
| 20    | 26  | ジィズ・ヴァン・レネップ       | イソ・マールボロ-フォード | 1:22.95   | +3.48  | 20       |
| 21    | 18  | デビッド・パーレイ             | マーチ-フォード           | 1:23.09   | +3.62  | 21       |
| 22    | 16  | ジョージ・フォルマー           | シャドウ-フォード         | 1:24.14   | +3.67  | 22       |
| 23    | 15  | マイク・ボイトラー             | マーチ-フォード           | 1:24.45   | +3.98  | 23       |
| 24    | 23  | マイク・ヘイルウッド           | サーティース-フォード     | 1:32.33   | +11.86 | 24       |
| 出典: |     |                                |                           |           |        |          |

追記
- ^1 - E.フィッティパルディが別のロータス・72Eで記録したタイム（1:20.61）は無効[1]

## 決勝

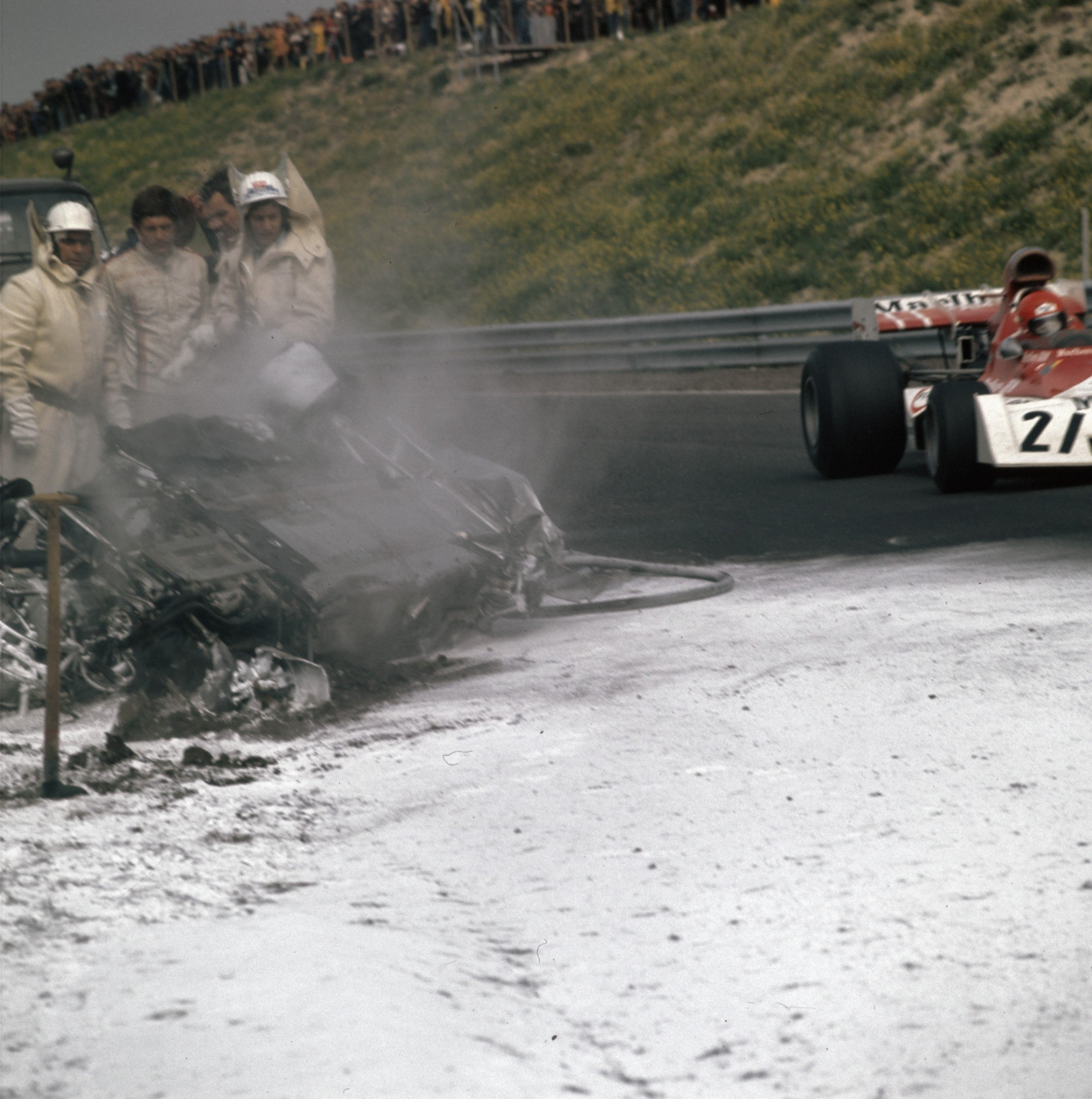
炎で燃え尽きたロジャー・ウィリアムソンのマーチ・731。炎上していた間もレースは続行された。

曇り空の下でレースは行われる。前日に負傷したエマーソン・フィッティパルディは迷った末に出走を決めたが、マシンに乗る際に感じた痛みがあまりにもひどく、完走するのは難しい状態だった。14番手スタートのリッキー・フォン・オペルはサスペンションの問題により出走を断念した。フォーメーションラップが始まってもロジャー・ウィリアムソンはピットでマシンの最終チェックに追われていたが、レース開始直前に自分のグリッドに着くことができた。
ポールシッターのロニー・ピーターソンが好スタートを切り、ジャッキー・スチュワート、カルロス・パーチェ、フランソワ・セベール、ジェームス・ハント、デニス・ハルム、カルロス・ロイテマン、ピーター・レブソンの順で1コーナーを抜ける。5周目までこの順位のまま推移する。E.フィッティパルディは膝の痛みにより2周でリタイアした。そして8周目にウィリアムソンがクラッシュし、炎上し続けるマシンに閉じ込められたまま亡くなるアクシデントがあったが、レースはそのまま続行された（詳細はロジャー・ウィリアムソン#死亡事故及び後述の#ロジャー・ウィリアムソンの死の節を参照）。
首位ピーターソンをティレル勢が追う状態はレース終盤まで続くが、残り10周にピーターソンのエンジンから煙が出始めて2速に入れにくくなり、次の周にピット前のストレートでティレル勢にオーバーテイクされる。ピーターソンはティレル勢を懸命に追うも、残り6周でエンジントラブルによりリタイアした（11位完走扱い）。
スチュワートは通算26勝目を挙げ、ジム・クラークが持っていたF1通算最多勝利数記録（25勝）を5年ぶりに塗り替えた。セベールはタイヤの空気が抜けていたが2位となり、ティレルは1-2フィニッシュを達成した。ハントは3位でフィニッシュし、わずか4戦目で初の表彰台に立った。レブソンが4位、ジャン＝ピエール・ベルトワーズが5位で、地元出身のジィズ・ヴァン・レネップが6位に入賞し、自身及びイソ・マールボロ（ウィリアムズ）に初ポイントをもたらした。
ドライバーズチャンピオン争いは首位のスチュワートが2位E.フィッティパルディとの差を10点に広げた。コンストラクターズチャンピオン争いはティレルが2点差でロータスを抜いて首位に立った。

### ロジャー・ウィリアムソンの死

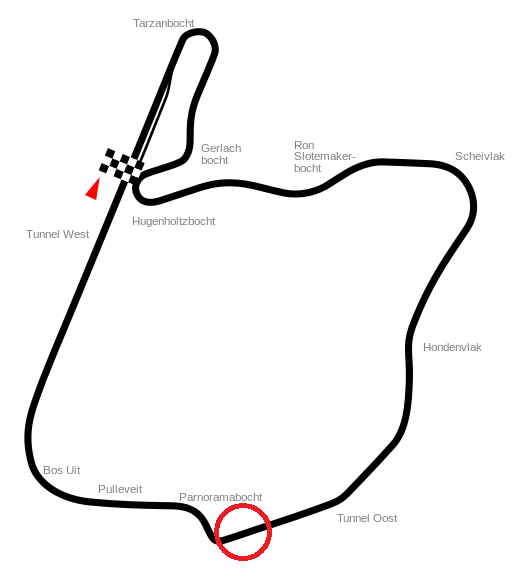
ウィリアムソンのクラッシュ地点

8周目にウィリアムソンがトンネル・オースト (Tunnel Oost) の先にある右カーブを走行中、足回りの故障（タイヤの不具合）により高速でガードレールにクラッシュし、マシンが裏返しになったままコース上を滑走して激しい炎に包まれた。
ウィリアムソンのクラッシュを目の当たりにしたデビッド・パーレイはマシンを止め、自らの危険も顧みずにウィリアムソンを救出しようとしたが、事故現場付近にいたマーシャルもパニック状態になってしまい、事故発生から8分後にようやく消火班が到着して炎は消されたが、既にウィリアムソンは帰らぬ人となっていた。
ハルムはレース終了後の記者会見で消火及び救助体制の不備について押し殺した表情で非難し、レースを止めなかったことにも触れた。優勝したスチュワートもオフィシャルがレースを止める合図を出さなかったことを指摘した。本GPが最初のF1現地取材であったモータースポーツジャーナリストの今宮純も「どこで火災事故が発生しても、30秒以内に現場へ駆けつけられる設備を整える」という国際スポーツ委員会(CSI)が定めた一項を満たしていなかったことを指摘している。
パーレイは後にイギリス政府からこの勇敢な行為に対してジョージ・メダルが授与された。

### レース結果
| 順位  | No. | ドライバー                     | コンストラクター          | 周回数 | タイム/リタイア原因          | グリッド | ポイント |
| ----- | --- | ------------------------------ | ------------------------- | ------ | ---------------------------- | -------- | -------- |
| 1     | 5   | ジャッキー・スチュワート       | ティレル-フォード         | 72     | 1:39:12.45                   | 2        | 9        |
| 2     | 6   | フランソワ・セベール           | ティレル-フォード         | 72     | +15.83                       | 3        | 6        |
| 3     | 27  | ジェームス・ハント             | マーチ-フォード           | 72     | +1:03.01                     | 7        | 4        |
| 4     | 8   | ピーター・レブソン             | マクラーレン-フォード     | 72     | +1:09.13                     | 6        | 3        |
| 5     | 20  | ジャン＝ピエール・ベルトワーズ | BRM                       | 72     | +1:13.37                     | 9        | 2        |
| 6     | 26  | ジィズ・ヴァン・レネップ       | イソ・マールボロ-フォード | 70     | +2 Laps                      | 20       | 1        |
| 7     | 24  | カルロス・パーチェ             | サーティース-フォード     | 69     | +3 Laps                      | 8        |          |
| 8     | 19  | クレイ・レガツォーニ           | BRM                       | 68     | +4 Laps                      | 12       |          |
| 9     | 25  | ハウデン・ガンレイ             | イソ・マールボロ-フォード | 68     | +4 Laps                      | 15       |          |
| 10    | 16  | ジョージ・フォルマー           | シャドウ-フォード         | 67     | +5 Laps                      | 22       |          |
| 11    | 2   | ロニー・ピーターソン           | ロータス-フォード         | 66     | エンジン                     | 1        |          |
| NC    | 12  | グラハム・ヒル                 | シャドウ-フォード         | 56     | 規定周回数不足               | 17       |          |
| Ret   | 21  | ニキ・ラウダ                   | BRM                       | 52     | 燃料ポンプ                   | 11       |          |
| Ret   | 23  | マイク・ヘイルウッド           | サーティース-フォード     | 52     | 電気系統                     | 24       |          |
| Ret   | 7   | デニス・ハルム                 | マクラーレン-フォード     | 31     | エンジン                     | 4        |          |
| Ret   | 11  | ウィルソン・フィッティパルディ | ブラバム-フォード         | 27     | アクシデント                 | 13       |          |
| Ret   | 22  | クリス・エイモン               | テクノ                    | 22     | 燃料システム                 | 19       |          |
| Ret   | 10  | カルロス・ロイテマン           | ブラバム-フォード         | 9      | タイヤ                       | 5        |          |
| Ret   | 18  | デビッド・パーレイ             | マーチ-フォード           | 8      | ウィリアムソン救助のため撤退 | 21       |          |
| Ret   | 14  | ロジャー・ウィリアムソン       | マーチ-フォード           | 7      | 事故死                       | 18       |          |
| Ret   | 1   | エマーソン・フィッティパルディ | ロータス-フォード         | 2      | 体調不良                     | 16       |          |
| Ret   | 15  | マイク・ボイトラー             | マーチ-フォード           | 2      | 電気系統                     | 23       |          |
| Ret   | 17  | ジャッキー・オリバー           | シャドウ-フォード         | 1      | アクシデント                 | 10       |          |
| DNS   | 28  | リッキー・フォン・オペル       | エンサイン-フォード       | 0      | サスペンション               | 14       |          |
| 出典: |     |                                |                           |        |                              |          |          |

優勝者ジャッキー・スチュワートの平均速度
184.022 km/h (114.346 mph)
ファステストラップ
- ロニー・ピーターソン - 1:20.31 (42周目)

ラップリーダー
太字は最多ラップリーダー
- ロニー・ピーターソン - 63周 (1-63)
- ジャッキー・スチュワート - 9周 (64-72)

達成された主な記録
- ドライバー
  - F1新記録となる通算26勝目をジャッキー・スチュワートが記録した。
  - 初表彰台: ジェームス・ハント - 4戦目[W 15]
  - 初入賞: ジィズ・ヴァン・レネップ - 2戦目[W 16]
- コンストラクター
  - 30回目の表彰台: ティレル
  - 初入賞: イソ・マールボロ - 10戦目[W 17]

## 第10戦終了時点のランキング
|       | 順位 | ドライバー                     | ポイント |
| ----- | ---- | ------------------------------ | -------- |
|       | 1    | ジャッキー・スチュワート       | 51       |
|       | 2    | エマーソン・フィッティパルディ | 41       |
|       | 3    | フランソワ・セベール           | 39       |
|       | 4    | ロニー・ピーターソン           | 25       |
| 1     | 5    | ピーター・レブソン             | 23       |
| 出典: |      |                                |          |

|       | 順位 | コンストラクター      | ポイント |
| ----- | ---- | --------------------- | -------- |
| 1     | 1    | ティレル-フォード     | 62 (66)  |
| 1     | 2    | ロータス-フォード     | 58 (62)  |
|       | 3    | マクラーレン-フォード | 38       |
|       | 4    | ブラバム-フォード     | 12       |
|       | 5    | フェラーリ            | 12       |
| 出典: |      |                       |          |

- 注: トップ5のみ表示。前半8戦のうちベスト7戦及び後半7戦のうちベスト6戦がカウントされる。ポイントは有効ポイント、括弧内は総獲得ポイント。